# Tony Popovic
Anthony "Tony" Popovic (Sídney, Australia, 4 de julio de 1973) es un exfutbolista y entrenador australiano de ascendencia croata, que se desempeñaba como defensa. Actualmente dirige a la selección de Australia.

## Carrera como jugador

### Inicios
Nacido en Sídney, Popovic cuenta con raíces croatasy creció durante su juventud en Fairfield, Nueva Gales del Sur.Comenzó su carrera en el Sydney United y fue ascendiendo en las categorías inferiores, disputando 162 partidos en siete años con el primer equipo. En la temporada 1997, fichó por el Sanfrecce Hiroshima de la J1 League, donde permaneció cinco años y marcó 13 goles en 94 partidos.

### Crystal Palace
En agosto de 2001, fue transferido al Crystal Palace.Durante su estadía en el club inglés, se convirtió en una parte integral de su defensa y acabó convirtiéndose en capitán del club. En total, disputó más de 120 partidos con el club.Su contrato expiró a finales de la temporada 2005-06 y decidió no aceptar la oferta del club para marcharse al club qatarí Al-Arabi.

### Sydney FC
En agosto de 2007, con el crecimiento de la A-League, firmó un contrato por dos años con el Sydney FC y fue rápidamente designado como capitán del equipo por el entrenador Branko Culina.El 11 de noviembre de 2008, anunció su retiro como futbolista profesional.

## Carrera internacional
En 1995, Popovic fue convocado por primera vez para jugar en la selección de Australia. Durante la estadía de Guus Hiddink, participó en los dos partidos de clasificación para el Mundial 2006 contra Uruguay, aunque en el encuentro de vuelta debió ser sustituido en la primera parte por Harry Kewell.
Formó parte de los 23 jugadores que disputaron la Copa Mundial de la FIFA 2006.Sin embargo, una lesión en la pantorrilla a los 40 minutos de juego durante el segundo encuentro ante Brasil le impidió disputar los partidos restantes.El 4 de octubre de 2006, anunció su retiro de los Socceroos después del empate amistoso ante Paraguay.

### Participaciones en Copas del Mundo
| Mundial                        | Sede      | Resultado        | Partidos | Goles |
| ------------------------------ | --------- | ---------------- | -------- | ----- |
| Copa Mundial de Fútbol de 2006 | Australia | Octavos de final | 1        | 0     |

## Carrera como entrenador
Después de retirarse, Popovic pasó a desempeñarse como segundo entrenador en el Sydney FC, donde permaneció hasta febrero de 2011, cuando regresó al Crystal Palace para formar parte del cuerpo técnico encabezado por Dougie Freedman.

### Western Sydney Wanderers
El 17 de mayo de 2012, Popovic fue anunciado como el primer entrenador del Western Sydney Wanderers de la A-League y firmó un contrato por cuatro años.En la temporada 2013-14, obtuvo la Liga de Campeones de la AFC después de vencer al Al-Hilal en la final.
Con la pérdida del entrenador asistente Ante Milicic y un agotador calendario de partidos, la campaña 2014-15 generó que el equipo australiano terminara noveno en la liga y quedara afuera en la fase de grupos de la Liga de Campeones de la AFC 2015. A pesar de ello, extendió su contrato por tres temporadas más con el club hasta finales del 2018.

### Karabükspor
El 1 de octubre de 2017, anunció de forma sorpresiva su renuncia al equipo australiano para dirigir al Karabükspor turco.Después de nueve partidos, el 15 de diciembre de 2017, fue despedido de su cargo después de una serie de malos resultados.

### Perth Glory
El 11 de mayo de 2018, fue confirmado como entrenador del Perth Glory luego del despido de Kenny Lowe al final de la temporada 2017-18.En agosto de 2020, activó una cláusula contractual que le permitía dejar el club para irse a un equipo europeo.

### Xanthi
El 26 de agosto de 2020, asumió al frente del Xanthi.Sin embargo, duró cinco meses en el cargo y fue despedido del club cuando ocupaba el quinto puesto.Su entrenador de porteros, Željko Kalac, declaró más tarde que fue saboteado y relevado de sus funciones porque los propietarios griegos querían tener más control sobre las decisiones del equipo.

### Melbourne Victory
El 21 de abril de 2021, fue nombrado como entrenador del Melbourne Victory con un contrato de tres años.En febrero de 2022, obtuvo la FFA Cup 2021 después de vencer al Central Coast Mariners por 2-1.Después de guiar al club a la final de la A-League 2023-24, que perdió ante los Mariners, dejó su cargo al final de la temporada.

### Selección de Australia
El 23 de septiembre de 2024, fue confirmado como técnico de la selección de Australia.

## Clubes

### Como jugador
| Club                      | País       | Año       |
| ------------------------- | ---------- | --------- |
| Sydney United             | Australia  | 1989-1997 |
| Canberra Croatia (cedido) | Australia  | 1994      |
| Sanfrecce Hiroshima       | Japón      | 1997-2001 |
| Crystal Palace            | Inglaterra | 2001-2006 |
| Al-Arabi                  | Catar      | 2006-2007 |
| Sydney FC                 | Australia  | 2007-2008 |

### Como entrenador
| Club                     | País      | Año           |
| ------------------------ | --------- | ------------- |
| Western Sydney Wanderers | Australia | 2012-2017     |
| Karabükspor              | Turquía   | 2017          |
| Perth Glory              | Australia | 2018-2020     |
| Xanthi                   | Grecia    | 2020-2021     |
| Melbourne Victory        | Australia | 2021-2024     |
| Selección de Australia   | Australia | 2024-presente |

## Palmarés

### Como jugador

#### Campeonatos internacionales
| Título                         | Club                   | País      | Año  |
| ------------------------------ | ---------------------- | --------- | ---- |
| Copa de las Naciones de la OFC | Selección de Australia | Australia | 1996 |
| Copa de las Naciones de la OFC | Selección de Australia | Australia | 2000 |
| Copa de las Naciones de la OFC | Selección de Australia | Australia | 2004 |

### Como entrenador

#### Campeonatos nacionales
| Título  | Club              | País      | Año  |
| ------- | ----------------- | --------- | ---- |
| FFA Cup | Melbourne Victory | Australia | 2021 |

#### Campeonatos internacionales
| Título                      | Club                     | País      | Año  |
| --------------------------- | ------------------------ | --------- | ---- |
| Liga de Campeones de la AFC | Western Sydney Wanderers | Australia | 2014 |